# Coleoscirus horidula
Coleoscirus horidula är en spindeldjursart som först beskrevs av Tseng 1980.  Coleoscirus horidula ingår i släktet Coleoscirus och familjen Cunaxidae. Inga underarter finns listade i Catalogue of Life.